# The Greaser's Gauntlet

The Greaser's Gauntlet est un film muet américain réalisé par D. W. Griffith, dont c'est la septième réalisation, et sorti en 1908.

## Synopsis
Une jeune femme témoigne en faveur d'un mexicain accusé de vol. Il aura l'occasion de lui renvoyer l'ascenseur des années plus tard.

## Fiche technique
- Titre : The Greaser's Gauntlet
- Réalisation : D. W. Griffith
- Scénario : D. W. Griffith et Stanner E. V. Taylor
- Société de production et de distribution : American Mutoscope and Biograph Company[3]
- Photographie : Arthur Marvin
- Pays :  États-Unis
- Format[4] : Noir et blanc - Muet - 1,33:1 ou 1,37:1[5] - 35 mm[5],[6]
- Longueur de pellicule : 1027 pieds (313 mètres[6])
- Durée : 17 minutes (à 16 images par seconde)[4]
- Date de sortie : 11 août 1908

## Distribution
Les noms des personnages proviennent de l'Internet Movie Database
- Arthur V. Johnson : Tom Berkeley
- Linda Arvidson : une femme dans la rue / une invitée à la fête
- Wilfred Lucas : Jose
- Marion Leonard : Mildred West
- Kate Bruce
- Madeleine West[8]
- John T. Dillon
- Charles Inslee : Bill Gates[5],[7]
- George Gebhardt : le serveur chinois / un invité à la fête[5],[7]
- Anthony O'Sullivan : un serveur[5],[7]
- Harry Solter : le kidnappeur / un invité à la fête[5],[7]

## Autour du film
Les scènes du film ont été tournées les 14 et 15 juillet 1908 dans le studio de la Biograph à New York et à Shadyside, dans le New Jersey.

### Sources
- Jean-Loup Passek et Patrick Brion, D.W. Griffith : Le Cinéma, Paris, Cinéma/Pluriel - Centre Georges Pompidou, 1982, 216 p. (ISBN 2-86425-035-7)
- Noël Burch, La lucarne de l'infini : naissance du langage cinématographique, Éditions L'Harmattan, 2007, 305 p. (ISBN 978-2-296-04326-8 et 2-296-04326-7, lire en ligne)